# Schillhof
Schillhof  ist ein Gemeindeteil der Stadt Abensberg im Landkreis Kelheim (Niederbayern). Sie liegt in der Gemarkung Abensberg.

## Lage
Die Einöde liegt in westlicher Richtung, benachbart zur Einöde Gilla vor den Toren der Stadt Abensberg, auf einer leichten Erhebung in den Ebenen des Abenstales. Regensburg ist in östlicher Richtung zirka 45 Kilometer und Ingolstadt in westlicher 30 Kilometer entfernt. München liegt etwa 90 Kilometer südlich des Ortes.

## Geschichte
Die Einöde wurde schon 1327 im Zusammenhang mit Schenkungen des „Ulrich III., Herr von Abensberg“, urkundlich erwähnt. Im Jahr 1353 übergab Ulrich seiner zweiten Ehefrau Gertrud unter anderem auch die Schwaige (= Viehhaltung) „Schühelhof“. Im Landshuter Erbfolgekrieg wurde der Hof 1501 niedergebrannt und stand lange Zeit leer. 1580 erwarb ihn die Familie Raisacher, welche ihn bis zum Jahre 1713 in Besitz hatte.
Der Schillhof gehörte zur Gemeinde Aunkofen, die 1939 in die Stadt Abensberg eingemeindet wurde.
Auf der Einöde wird Landwirtschaft betrieben.